# Гресан
Греса̀н (на италиански и на френски: Gressan) е малко градче и община в Северна Италия, автономен регион Вале д'Аоста. Разположено е на 626 m надморска височина. Населението на общината е 3327 души (към 2010 г.).